# Endingen (Argóvia)
Endingen é uma comuna da Suíça, situada no distrito de Zurzach, no cantão de Argóvia. Tem 11,92 km² de área e sua população em 2018 foi estimada em 2.530 habitantes.